# Stazione di San Giorgio (Brunico)
La stazione di San Giorgio (in tedesco Bahnhof St. Georgen) è stata una fermata ferroviaria della ex linea ferroviaria Brunico-Campo Tures. Serviva San Giorgio frazione di Brunico, in Alto Adige (Italia).

## Storia
La stazione fu inaugurata insieme alla linea il 20 luglio 1908 e rimase attiva fino al 1º febbraio 1957.

## Strutture e impianti
La fermata era dotata da un fabbricato viaggiatori e dal solo binario di circolazione. Attualmente nel 2016 rimane solo il fabbricato adibito ad altri usi; il binario è stato smantellato e sull'ex sedime ferroviario è stato realizzata la pista ciclabile Brunico - Campo Tures.